# 詹姆斯·杜恩
詹姆斯·霍华德·杜恩（英語：James Howard Dunn，1901年11月2日—1967年9月1日），早期职业生涯中被称为吉米·杜恩（英語：Jimmy Dunn），是一位美国舞台、电影、电视演员和滑稽喜剧表演者，曾获奥斯卡最佳男配角奖。杜恩是纽约一个股票经纪人的儿子，最初在他父亲的公司工作，但对戏剧更感兴趣。